# Kasteel Rechteren
Kasteel Rechteren is gesitueerd op een eiland in een dode rivierarm van de Overijsselse Vecht. Een stenen boogbrug geeft toegang tot het kasteel. Het is het enige kasteel in de provincie Overijssel uit de middeleeuwen dat in z'n geheel bewaard is gebleven (van de Havezathe Eversberg in Nijverdal uit 1382 n.Chr. is alleen fundament nog aanwezig). Het kasteel staat in de buurtschap Rechteren die onder de gemeente Dalfsen valt.

## Historie
Vanaf de stichting tot aan het begin van de 14e eeuw was het kasteel eigendom van de graven van Bentheim. In 1315 kwam het tijdelijk in handen van Herman van Voorst en daarna via vererving in bezit van de Van Heeckerens, die zich na verloop van tijd Van Rechteren gingen noemen. Het kasteel is tot op heden nog steeds in bezit van deze familie en het wordt ook nog steeds door nazaten bewoond. 

Enkele markante bewoners van kasteel Rechteren waren (of zijn nog): Adolf Hendrik van Rechteren (1656-1731), Jacob Hendrik van Rechteren Limpurg (1831-1878), Adolph Reinhard Zeger graaf van Rechteren Limpurg (1909-1962), diens dochter Elisabeth Marguerite Carola gravin van Rechteren Limpurg (1938-2016) en Christiaan Graaf van Rechteren Limpurg.
Tijdens de Tweede Wereldoorlog heeft het kasteel in de periode 1943-1945 onderdak geboden aan ongeveer 60 evacuees die met name uit Katwijk, Noordwijk en Scheveningen kwamen.

## Gedaantewisselingen

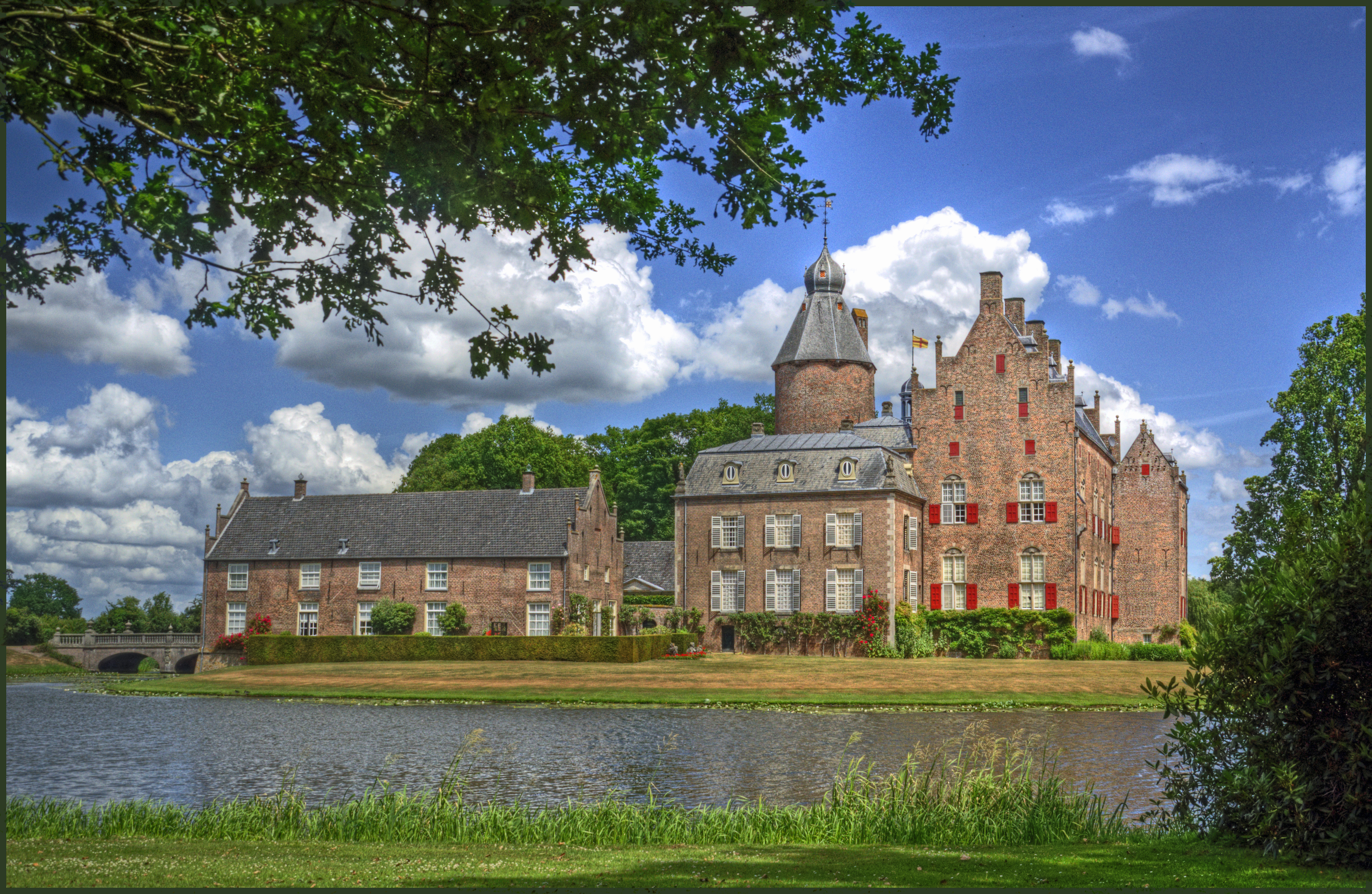

Het kasteel is door de eeuwen heen herhaaldelijk verbouwd en uitgebouwd en heeft een aantal belegeringen, zij het gehavend, doorstaan. Het kasteel heeft meters dikke muren en telt ruim 40 kamers en zalen.
In de 15e eeuw werd de grote ronde donjontoren -oorspronkelijk drie verdiepingen tellend- verhoogd met 2 verdiepingen (de donjon is nu 33 meter hoog).
In 1591 is het kasteel op verzoek van Prins Maurits ontmanteld om te voorkomen dat de Spanjaarden een sterke vesting in handen zouden krijgen. Hiertoe werd de ringmuur afgebroken, de wallen afgegraven en de hoofdgracht gedempt.
In de 18e eeuw veranderde men de hoofdingang, door er twee vooruitspringende vleugels aan toe te voegen. In 1896 werden zowel het hoofdgebouw als de toren in neogotische stijl verbouwd.

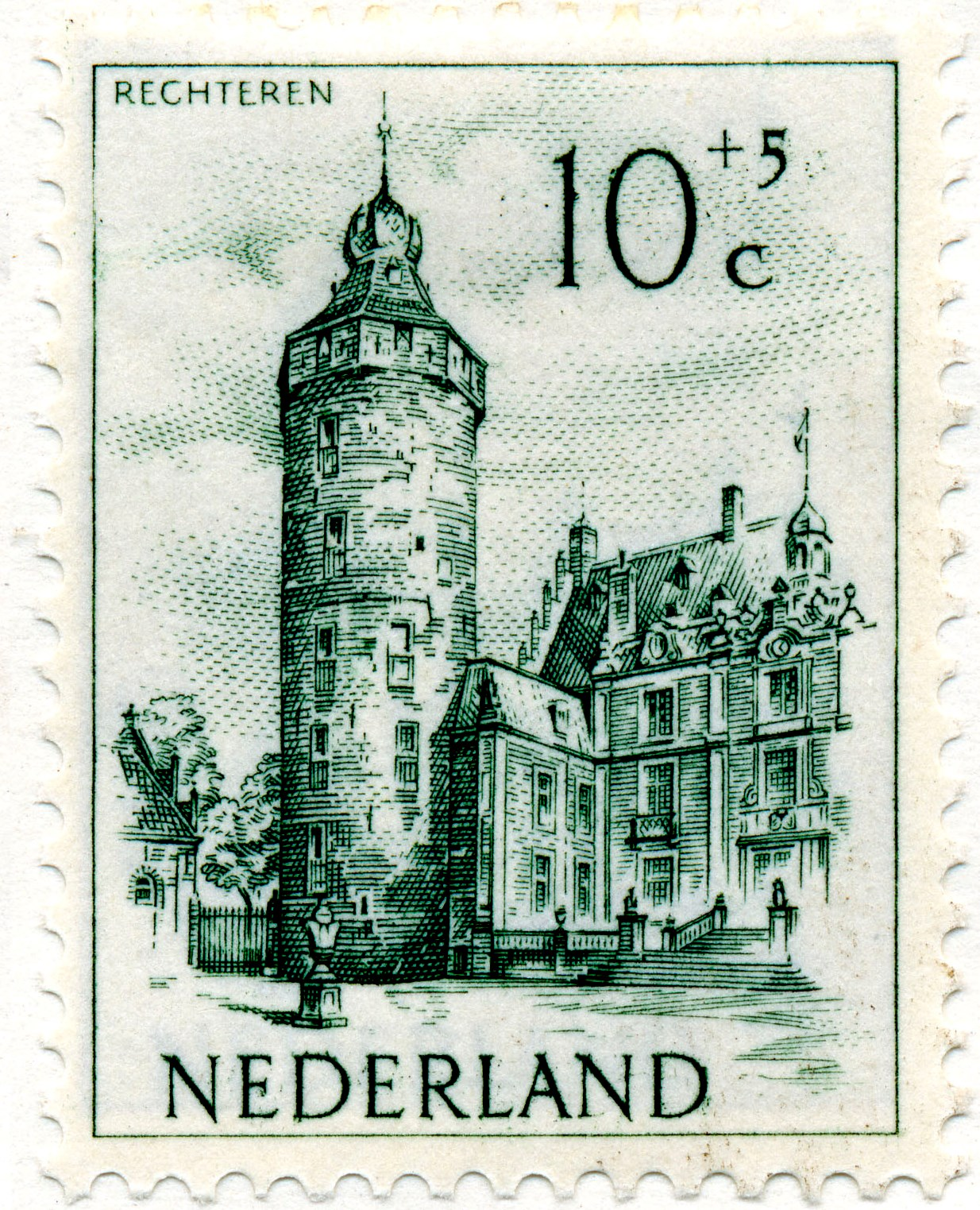
Zomerzegel Nederland 1951

In de periode van 1953 tot 1957 werd deze laatste verbouwing teruggedraaid en kreeg het hoofdgebouw uit de 15e eeuw weer vensters en geveltoppen in de stijlopvattingen van de 18e eeuw, waarmee alle neogotische elementen weer waren verwijderd.

## Interieur
In 1908 en 1991 lieten de eigenaren-bewoners een fotograaf toe om foto's van het interieur te maken. Zodoende is hier enige bekendheid over. In de grote vestibule hangen vele familieportretten. Er is een witte salon in rococostijl. In de eetzaal op de begane grond hangen schilderijen van de Zwolse schilder Herman ten Oever met onderwerpen uit de Griekse mythologie (Andromeda, de geschiedenis van Io en de ontvoering van Europa door Zeus). In de centrale grote 'Zaal' hangen wederom familieportretten en familiewapens. Ook zou er een spookkamer zijn, die al eeuwen niet meer is geopend, omdat daar ooit een hondsdolle jager zou zijn opgesloten.

## Kasteeltuin
Op het hoogste gedeelte van het landgoed is door tuin- en landschapsarchitect Leonard Springer een formele tuin in neobarokke stijl ontworpen en in de periode van 1909 tot 1919 aangelegd. Aan de rest van de grond is nooit speciale aandacht besteed, aangezien deze vaak onder water kwam te staan ten gevolge van overstromingen tijdens hoog water.
Het kasteel is goed te zien vanaf de weg van Vilsteren naar Dalfsen, maar het kasteel, de tuinen en het park zijn niet toegankelijk voor het publiek.
Ahnem · Den Alerdinck · Arendshorst · Arkelstein · Averbergen · Beerze · Den Berg · Bergentheim · Blankena · Borgele · Boskamp · Boxbergen · Bredenhorst · Buckhorst · Campherbeek · Collendoorn · Den Dam · Dieze · Dingshof · Den Doorn · Hof te Dorth · Eerde · Egede · De Gelder · Gerner · Glinthuis · Gramsbergen · De Groote Scheere · De Grote Weede · De Haere · Haerst · Hagenvoorde · Heemse · Herxen · Hoenlo · Hofstede · 't Hogeholt · Hogenhof · 't Hoogehuis · Junne · Kranenburg · Krijtenberg · De Kuile · Het Laar · Langeveldslo · Leemcule · Luttenberg · Melenhorst · Mennigjeshave · Nijenhuis · Oosterveen · Den Ordel · De Pol · Pothof · Rande · Rechteren · Het Reelaer · Rhaan · Rollecate · Rutenberg · Schoonheten · Schuilenburg · Vechterweerd · Velner · Venebrugge · Verborg · Voorst · Vrieswijk · Werkeren · Westerveld · Windesheim · Wittenstein · Wolfshagen · Zuthem
Den Aalshorst · Den Alerdinck · Huis Almelo · Arkelstein · Averbergen · Azoelen · Backenhagen · Bellinckhof · Den Berg · Huis Bergentheim · Beugelskamp · Beverfeurde · Blankena · Hof te Boekelo · Borgbeuningen · Havezate Boskamp · Boxbergen · Havezate Brecklenkamp · Bredenhorst · Buckhorst · Campherbeek · Colckhof · Den Dam · Huis Diepenheim · Dingshof · Dubbelink · Kasteel Eerde · Egede · Havezate Elsen · Everlo · Landgoed Frieswijk · Glinthuis · Huis Gramsbergen · Grimberg · Grotenhuis · De Haere · Haerst · Hagmeule · Slot Hardenberg · Huis Heeckeren · Huis Hengelo · Herxen · Hofstede · Hogenhof · Hondeborg · Katenhorst · Kevelham · Kranenburg · De Kuile · Het Laar · Leemcule · Luttenberg · Mataram · Mennigjeshave · Nijenhuis (Diepenheim) · Nijenhuis (Olst-Wijhe) · Oldemeule · Olidam · Oosterhof · Huis te Ootmarsum · Den Ordel · Pekkedam · Pothof · Rande · Kasteel Rechteren · Het Reelaer · Rhaan · Rutenberg · Huis Saasveld · Havezate Schoonheten · Havezate Schuilenburg · Singraven · Stoevelaar · Kasteel Toutenburg · Twickel · Vechterweerd · Venebrugge · Kasteel Voorst · Warmelo · Wegdam · Weldam · Weleveld · Huis Werkeren · Westerflier · Wittenstein · Zuthem